# Something to Remember
Something to Remember là một album tổng hợp của ca sĩ người Mỹ Madonna, phát hành ngày 3 tháng 11 năm 1995 bởi Maverick và Warner Bros. Records. Đĩa nhạc được ra mắt sau một khoảng thời gian nữ ca sĩ gây tranh cãi bởi những nội dung khiêu khích vào đầu thập niên 1990, khiến giới chuyên môn suy đoán rằng sự nghiệp của cô đang đi xuống. Something to Remember là tập hợp những bản ballad từng phát hành của Madonna xuyên suốt hơn một thập kỷ nhằm mang đến hình ảnh nhẹ nhàng hơn, bên cạnh phiên bản làm lại của "Love Don't Live Here Anymore" cũng như ba bản nhạc mới. Ngoài ra, album còn bao gồm những đĩa đơn nhạc phim chưa từng xuất hiện trong bất kỳ album nào của cô, bao gồm "I'll Remember" và "This Used to Be My Playground". Madonna hợp tác với một số nhà sản xuất như David Foster và Nellee Hooper để thực hiện những bài hát mới. Đĩa nhạc thể hiện tham vọng của nữ ca sĩ trong việc giúp người hâm mộ và giới phê bình nhớ đến tài năng âm nhạc của cô thay vì những tranh cãi lúc bấy giờ.
Sau khi phát hành, Something to Remember nhận được những phản ứng tích cực từ các nhà phê bình âm nhạc, trong đó họ ghi nhận sự tiến bộ trong giọng hát của Madonna theo năm tháng và sự gắn kết trong tổng thể tác phẩm, đồng thời đánh giá cao hai bản nhạc mới do Foster sản xuất. Album cũng gặt hái những thành công lớn về mặt thương mại khi thống trị các bảng xếp hạng tại Úc, Áo, Phần Lan và Ý, đồng thời lọt vào top 10 ở tất cả những quốc gia còn lại, bao gồm vươn đến top 5 ở nhiều thị trường lón như Canada, Đan Mạch, Đức, Bồ Đào Nha, Thụy Điển, Thụy Sĩ và Vương quốc Anh. Đĩa nhạc ra mắt ở vị trí thứ sáu trên bảng xếp hạng Billboard 200 với 113,000 bản, đánh dấu album thứ mười của Madonna lọt vào top 10 tại Hoa Kỳ và được chứng nhận ba đĩa Bạch kim bởi Hiệp hội Công nghiệp Ghi âm Hoa Kỳ (RIAA). Tính đến nay, Something to Remember đã bán được hơn mười triệu bản trên toàn cầu, trở thành một trong những album của nghệ sĩ nữ bán chạy nhất lịch sử.
Bốn đĩa đơn đã được phát hành từ Something to Remember. "You'll See" được chọn làm đĩa đơn mở đường cùng với phiên bản tiếng Tây Ban Nha mang tên "Verás" và vươn đến top 10 tại hơn nhiều quốc gia, đồng thời đạt vị trí thứ sáu trên bảng xếp hạng Billboard Hot 100 và giúp Madonna trở thành nghệ sĩ hiếm hoi trong lịch sử sở hữu những đĩa đơn đạt thứ hạng từ một đến mười tại Hoa Kỳ. Ba đĩa đơn còn lại "Oh Father", "One More Chance" và "Love Don't Live Here Anymore" chỉ đạt được những thành tích tương đối. Ngoài ra, nữ ca sĩ cũng hợp tác với Massive Attack để hát lại "I Want You" của Marvin Gaye và dự định ra mắt dưới vai trò đĩa đơn đầu tiên, nhưng thay đổi kế hoạch thành đĩa đơn quảng bá và được đưa vào album tưởng niệm nam ca sĩ Inner City Blues: The Music of Marvin Gaye (1995). Kể từ khi phát hành, Something to Remember góp phần tạo nên xu hướng thực hiện tuyển tập những bản ballad trong những năm tiếp theo, như Love Songs (1996) của Elton John và If We Fall in Love Tonight (1996) của Rod Stewart.

## Danh sách bài hát
| Something to Remember — Phiên bản tiêu chuẩn | Something to Remember — Phiên bản tiêu chuẩn             | Something to Remember — Phiên bản tiêu chuẩn | Something to Remember — Phiên bản tiêu chuẩn | Something to Remember — Phiên bản tiêu chuẩn |
| STT                                          | Nhan đề                                                  | Sáng tác                                     | Album gốc                                    | Thời lượng                                   |
| -------------------------------------------- | -------------------------------------------------------- | -------------------------------------------- | -------------------------------------------- | -------------------------------------------- |
| 1.                                           | "I Want You" (với Massive Attack)                        | Leon Ware T-Boy Ross                         | Bài hát mới sản xuất bởi Nellee Hooper       | 6:23                                         |
| 2.                                           | "I'll Remember" (Bài hát chủ đề từ bộ phim With Honors)  | Madonna Patrick Leonard Richard Page         | With Honors (1994)                           | 4:22                                         |
| 3.                                           | "Take a Bow"                                             | Babyface Madonna                             | Bedtime Stories (1994)                       | 5:21                                         |
| 4.                                           | "You'll See"                                             | Madonna David Foster                         | Bài hát mới sản xuất bởi Madonna và Foster   | 4:38                                         |
| 5.                                           | "Crazy for You"                                          | John Bettis Jon Lind                         | Vision Quest (1985)                          | 4:02                                         |
| 6.                                           | "This Used to Be My Playground"                          | Madonna Shep Pettibone                       | Đĩa đơn độc lập năm 1992                     | 5:08                                         |
| 7.                                           | "Live to Tell"                                           | Madonna Leonard                              | True Blue (1986)                             | 5:51                                         |
| 8.                                           | "Love Don't Live Here Anymore" (Remix)                   | Miles Gregory                                | Like a Virgin (1984)                         | 4:53                                         |
| 9.                                           | "Something to Remember"                                  | Madonna Leonard                              | I'm Breathless (1990)                        | 5:02                                         |
| 10.                                          | "Forbidden Love"                                         | Babyface Madonna                             | Bedtime Stories (1994)                       | 4:08                                         |
| 11.                                          | "One More Chance"                                        | Madonna Foster                               | Bài hát mới sản xuất bởi Madonna và Foster   | 4:27                                         |
| 12.                                          | "Rain"                                                   | Madonna Pettibone                            | Erotica (1992)                               | 5:24                                         |
| 13.                                          | "Oh Father"                                              | Madonna Leonard                              | Like a Prayer (1989)                         | 4:57                                         |
| 14.                                          | "I Want You" (phiên bản giao hưởng) (với Massive Attack) | Ware Ross                                    | Bài hát mới sản xuất bởi Hooper              | 6:04                                         |
| Tổng thời lượng:                             | Tổng thời lượng:                                         | Tổng thời lượng:                             | Tổng thời lượng:                             | 1:11:08                                      |

| Something to Remember — Phiên bản tại Mỹ Latinh (bản nhạc bổ sung) | Something to Remember — Phiên bản tại Mỹ Latinh (bản nhạc bổ sung) | Something to Remember — Phiên bản tại Mỹ Latinh (bản nhạc bổ sung) | Something to Remember — Phiên bản tại Mỹ Latinh (bản nhạc bổ sung) | Something to Remember — Phiên bản tại Mỹ Latinh (bản nhạc bổ sung) |
| STT                                                                | Nhan đề                                                            | Sáng tác                                                           | Album gốc                                                          | Thời lượng                                                         |
| ------------------------------------------------------------------ | ------------------------------------------------------------------ | ------------------------------------------------------------------ | ------------------------------------------------------------------ | ------------------------------------------------------------------ |
| 15.                                                                | "Verás" (phiên bản tiếng Tây Ban Nha của "You'll See")             | Madonna Foster Paz Martinez                                        | Bài hát mới sản xuất bởi Madonna và Foster                         | 4:21                                                               |
| Tổng thời lượng:                                                   | Tổng thời lượng:                                                   | Tổng thời lượng:                                                   | Tổng thời lượng:                                                   | 1:15:29                                                            |

| Something to Remember — Phiên bản tại Nhật Bản (bản nhạc bổ sung) | Something to Remember — Phiên bản tại Nhật Bản (bản nhạc bổ sung) | Something to Remember — Phiên bản tại Nhật Bản (bản nhạc bổ sung) | Something to Remember — Phiên bản tại Nhật Bản (bản nhạc bổ sung) | Something to Remember — Phiên bản tại Nhật Bản (bản nhạc bổ sung) |
| STT                                                               | Nhan đề                                                           | Sáng tác                                                          | Album gốc                                                         | Thời lượng                                                        |
| ----------------------------------------------------------------- | ----------------------------------------------------------------- | ----------------------------------------------------------------- | ----------------------------------------------------------------- | ----------------------------------------------------------------- |
| 15.                                                               | "La Isla Bonita"                                                  | Madonna Leonard Bruce Gaitsch                                     | True Blue (1986)                                                  | 4:02                                                              |
| Tổng thời lượng:                                                  | Tổng thời lượng:                                                  | Tổng thời lượng:                                                  | Tổng thời lượng:                                                  | 1:15:10                                                           |

## Xếp hạng
| Bảng xếp hạng (1995–1996)                | Vị trí cao nhất |
| ---------------------------------------- | --------------- |
| Album Argentina (CAPIF)                  | 2               |
| Album Úc (ARIA)                          | 1               |
| Album Áo (Ö3 Austria)                    | 1               |
| Album Bỉ (Ultratop Vlaanderen)           | 9               |
| Album Bỉ (Ultratop Wallonie)             | 4               |
| Album Brazil (Nopem/ABPD)                | 4               |
| Canada Top Albums/CDs (RPM)              | 2               |
| Album Chile (IFPI)                       | 3               |
| Album Đan Mạch (Tracklisten)             | 2               |
| Album Hà Lan (Album Top 100)             | 19              |
| Album Estonia (Eesti Top 10)             | 1               |
| Album Châu Âu (Music & Media)            | 3               |
| Album Phần Lan (Suomen virallinen lista) | 1               |
| Album Pháp (SNEP)                        | 6               |
| Album Đức (Offizielle Top 100)           | 2               |
| Album Hungaria (MAHASZ)                  | 2               |
| Album Ireland (IRMA)                     | 7               |
| Album Ý (FIMI)                           | 1               |
| Album Nhật Bản (Oricon)                  | 9               |
| Album New Zealand (RMNZ)                 | 8               |
| Album Na Uy (VG-lista)                   | 6               |
| Album Bồ Đào Nha (AFP)                   | 3               |
| Album Scotland (OCC)                     | 6               |
| Album Singapore (SPVA)                   | 1               |
| Album Nam Phi (RISA)                     | 32              |
| Album Tây Ban Nha (PROMUSICAE)           | 6               |
| Album Thụy Điển (Sverigetopplistan)      | 3               |
| Album Thụy Sĩ (Schweizer Hitparade)      | 3               |
| Album Anh Quốc (OCC)                     | 3               |
| Album Hoa Kỳ Billboard 200               | 6               |

| Bảng xếp hạng (1995)                         | Vị trí |
| -------------------------------------------- | ------ |
| Album Úc (ARIA)                              | 19     |
| Album Bỉ (Ultratop Flanders)                 | 62     |
| Album Bỉ (Ultratop Wallonia)                 | 49     |
| Album Canada (RPM)                           | 91     |
| Album Thụy Điển Tổng hợp (Sverigetopplistan) | 16     |
| Album Anh Quốc (OCC)                         | 11     |
| Bảng xếp hạng (1996)                         | Vị trí |
| Album Úc (ARIA)                              | 28     |
| Album Áo (Ö3 Austria)                        | 15     |
| Album Canada (RPM)                           | 28     |
| Album Hà Lan (Album Top 100)                 | 55     |
| Album Châu Âu (Music & Media)                | 14     |
| Album Đức (Offizielle Top 100)               | 25     |
| Album Nhật Bản (Oricon)                      | 99     |
| Album Na Uy Mùa đông (VG-lista)              | 18     |
| Album Thụy Điển Tổng hợp (Sverigetopplistan) | 87     |
| Album Thụy Sĩ (Schweizer Hitparade)          | 22     |
| Album Anh Quốc (OCC)                         | 64     |
| Hoa Kỳ Billboard 200                         | 36     |

## Chứng nhận
| Quốc gia                                                                           | Chứng nhận  | Số đơn vị/doanh số chứng nhận |
| ---------------------------------------------------------------------------------- | ----------- | ----------------------------- |
| Argentina (CAPIF)                                                                  | 2× Bạch kim | 120.000^                      |
| Úc (ARIA)                                                                          | 4× Bạch kim | 280.000^                      |
| Áo (IFPI Áo)                                                                       | Bạch kim    | 50.000*                       |
| Bỉ (BEA)                                                                           | Vàng        | 25.000*                       |
| Brasil (Pro-Música Brasil)                                                         | 2× Vàng     | 200.000*                      |
| Canada (Music Canada)                                                              | 2× Bạch kim | 200.000^                      |
| Phần Lan (Musiikkituottajat)                                                       | 2× Bạch kim | 93,043                        |
| Pháp (SNEP)                                                                        | 2× Vàng     | 200.000*                      |
| Đức (BVMI)                                                                         | Bạch kim    | 500.000^                      |
| Israel                                                                             | —           | 70,000                        |
| Italy                                                                              | —           | 560,000                       |
| Nhật Bản (RIAJ)                                                                    | 2× Bạch kim | 400.000^                      |
| Hà Lan (NVPI)                                                                      | Bạch kim    | 100.000^                      |
| New Zealand (RMNZ)                                                                 | Bạch kim    | 15.000^                       |
| Ba Lan (ZPAV)                                                                      | Vàng        | 50.000*                       |
| South Africa (RISA)                                                                | Vàng        | 25,000                        |
| Tây Ban Nha (PROMUSICAE)                                                           | Vàng        | 50.000^                       |
| Thụy Điển (GLF)                                                                    | Bạch kim    | 100.000^                      |
| Thụy Sĩ (IFPI)                                                                     | Bạch kim    | 50.000^                       |
| Anh Quốc (BPI)                                                                     | 3× Bạch kim | 900.000^                      |
| Hoa Kỳ (RIAA)                                                                      | 3× Bạch kim | 2,281,000                     |
| Tổng hợp                                                                           |             |                               |
| Châu Âu (IFPI)                                                                     | 3× Bạch kim | 3.000.000*                    |
| Toàn cầu                                                                           | —           | 10,000,000                    |
| * Chứng nhận dựa theo doanh số tiêu thụ. ^ Chứng nhận dựa theo doanh số nhập hàng. |             |                               |

## Lịch sử phát hành
| Quốc gia       | Ngày              | Định dạng   | Hãng đĩa                                 |
| -------------- | ----------------- | ----------- | ---------------------------------------- |
| Pháp           | 3 tháng 11, 1995  | CD cassette | Maverick Records Warner Bros. Records    |
| Đức            | 3 tháng 11, 1995  | CD cassette | Maverick Records Warner Bros. Records    |
| Ý              | 3 tháng 11, 1995  | CD          | Maverick Records Warner Bros. Records    |
| Vương quốc Anh | 6 tháng 11, 1995  | CD          | Maverick Records Warner Bros. Records    |
| Hoa Kỳ         | 7 tháng 11, 1995  | CD cassette | Maverick Records Warner Bros. Records    |
| Nhật Bản       | 10 tháng 11, 1995 | CD          | Maverick Records Warner Bros. Records    |
| Đức            | 27 tháng 9, 2013  | LP          | Rhino Entertainment Warner Bros. Records |
| Vương quốc Anh | 30 tháng 9, 2013  | LP          | Rhino Entertainment Warner Bros. Records |